# 識名園
26°12′13.9″N 127°42′55.1″E / 26.203861°N 127.715306°E
識名園，琉球國時代又稱識名之御殿（琉球語：／ ），是琉球园林之一，位於日本沖繩縣那霸市識名，佔地約4萬2千平方米，是琉球國第二尚氏王室的離宮和接待中國派遣之冊封使的地方，由於座落於首里城之南約1.56公里，別稱南苑。

## 歷史
識名園在第二尚氏王朝尚穆王在位期間始建，至尚溫王在位的1799年（清嘉慶四年）完工。1941年（昭和16年），當時識名園所在地已屬日本沖繩縣，該園亦被日本指定為国之名勝。第二次世界大戰時園内設施遭到破壞。至美治時期結束、沖繩返還日本後，1975年（昭和50年）開始動工重建，1976年（昭和51年）再指定為國之名勝，1995年（平成7年）完成重建。2000年（平成12年）指定為日本特別名勝，同年12月登錄世界文化遺產。

## 建築特色
識名園為一迴遊式园林，遊人沿路走動會看到不同的景物。庭園建築風格糅合中國傳統建築和琉球本土獨特的建築樣式。庭園以心字池為中心，四周錯落木建築、拱橋、涼亭及樹林。當地雖然四季如夏，但園內不同位置種植不同季節綻放的花卉，使人能感受到四時更迭。池東植有梅林，春季梅花盛開；小島與泉邊種有藤花，夏日涼風拂過時可見藤花輕顫如水落；池畔的種植桔梗於金秋盛放。遊人在不同季節來到都可以感受不同的美景。

## 景點

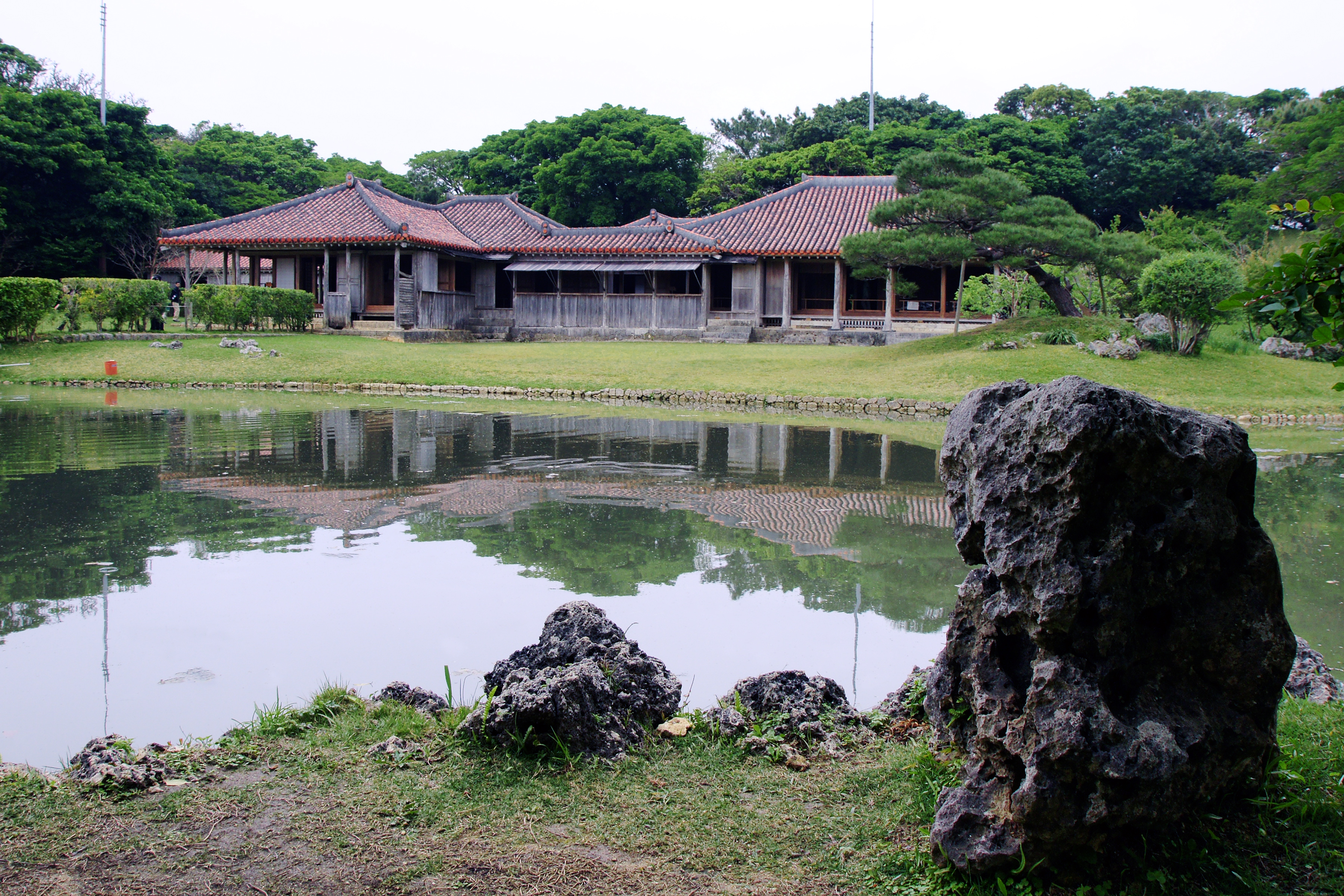
遊人從不同角度可見不同景觀
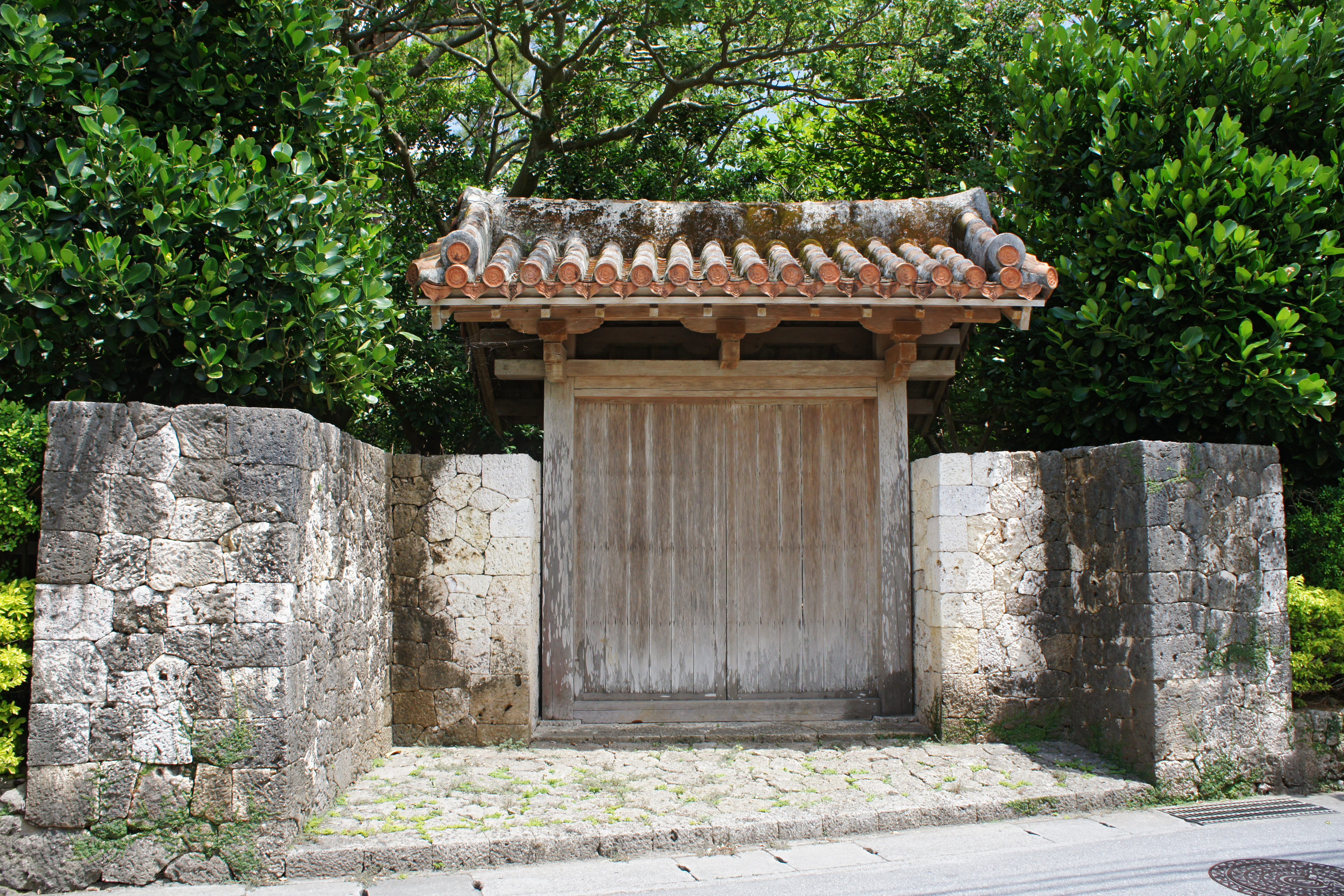
正門
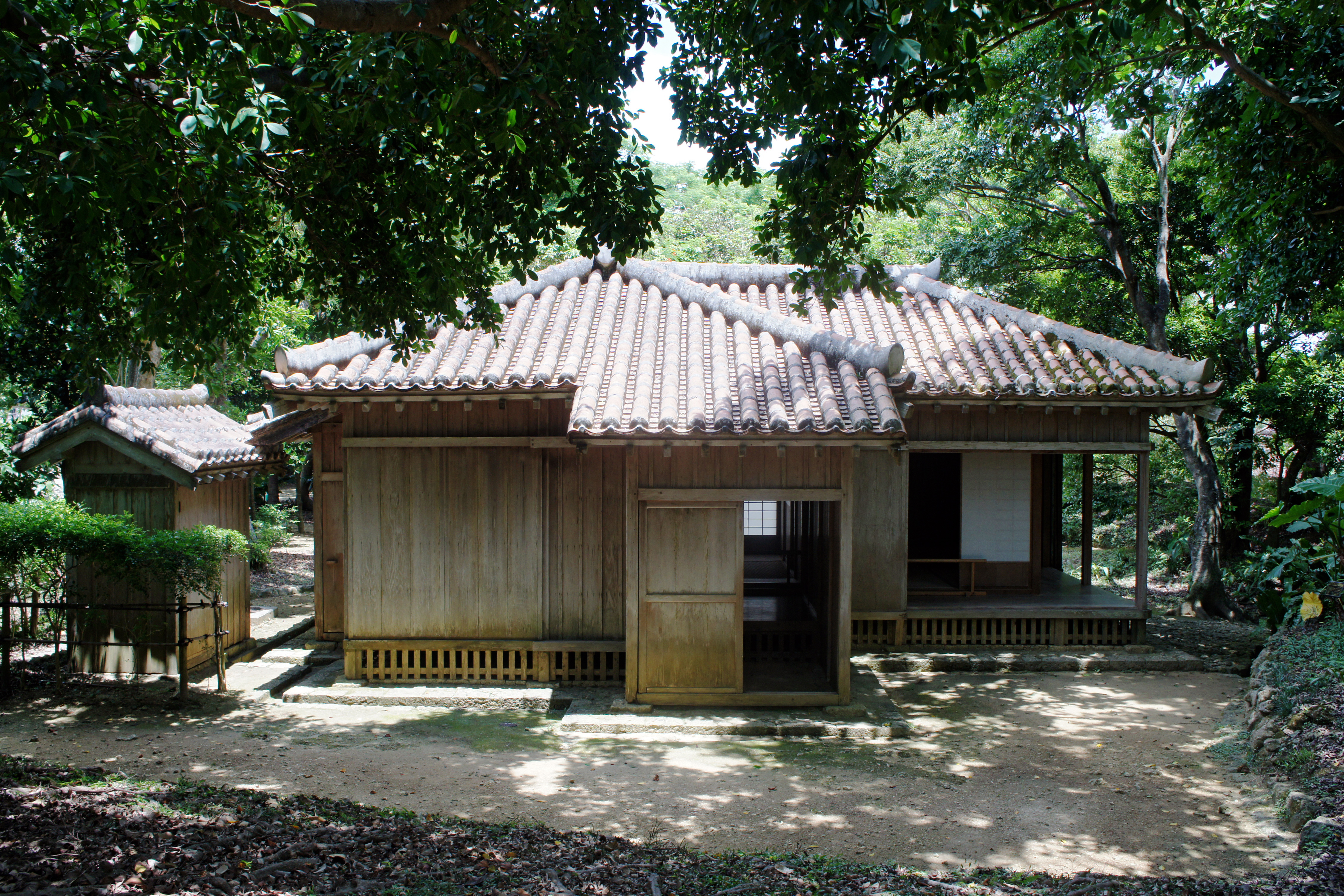
番屋
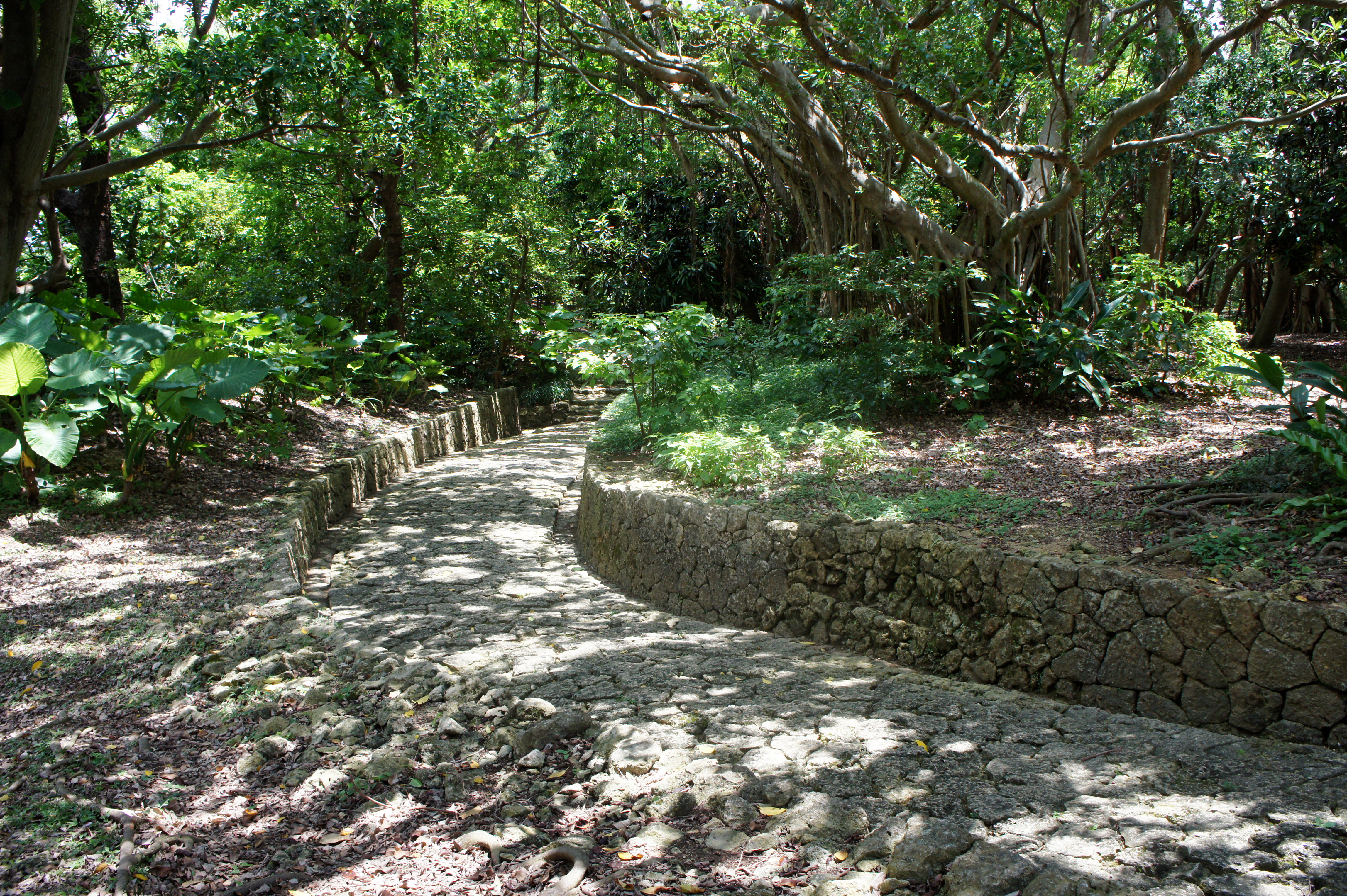
真珠道
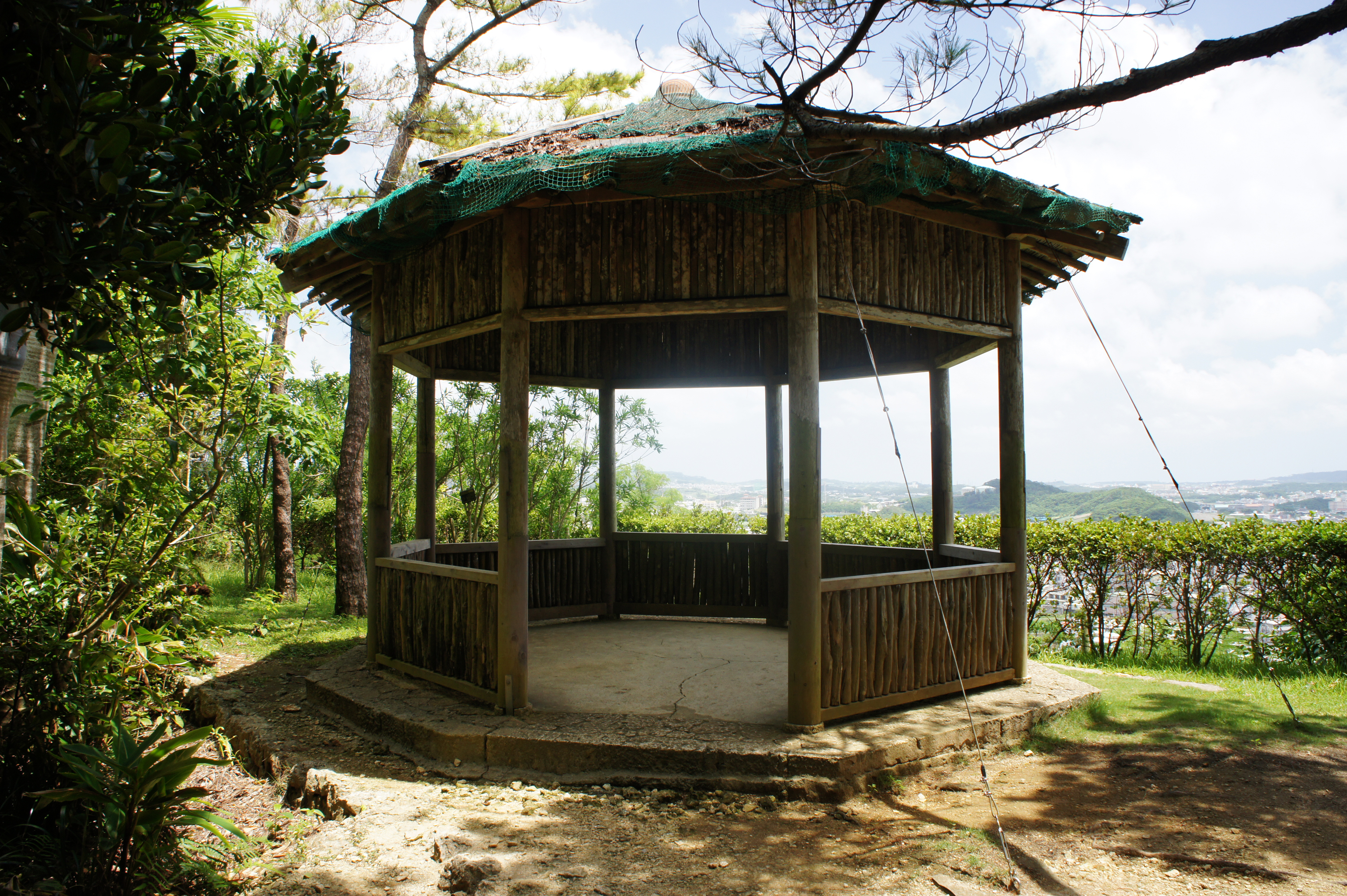
勸耕台上的八角堂
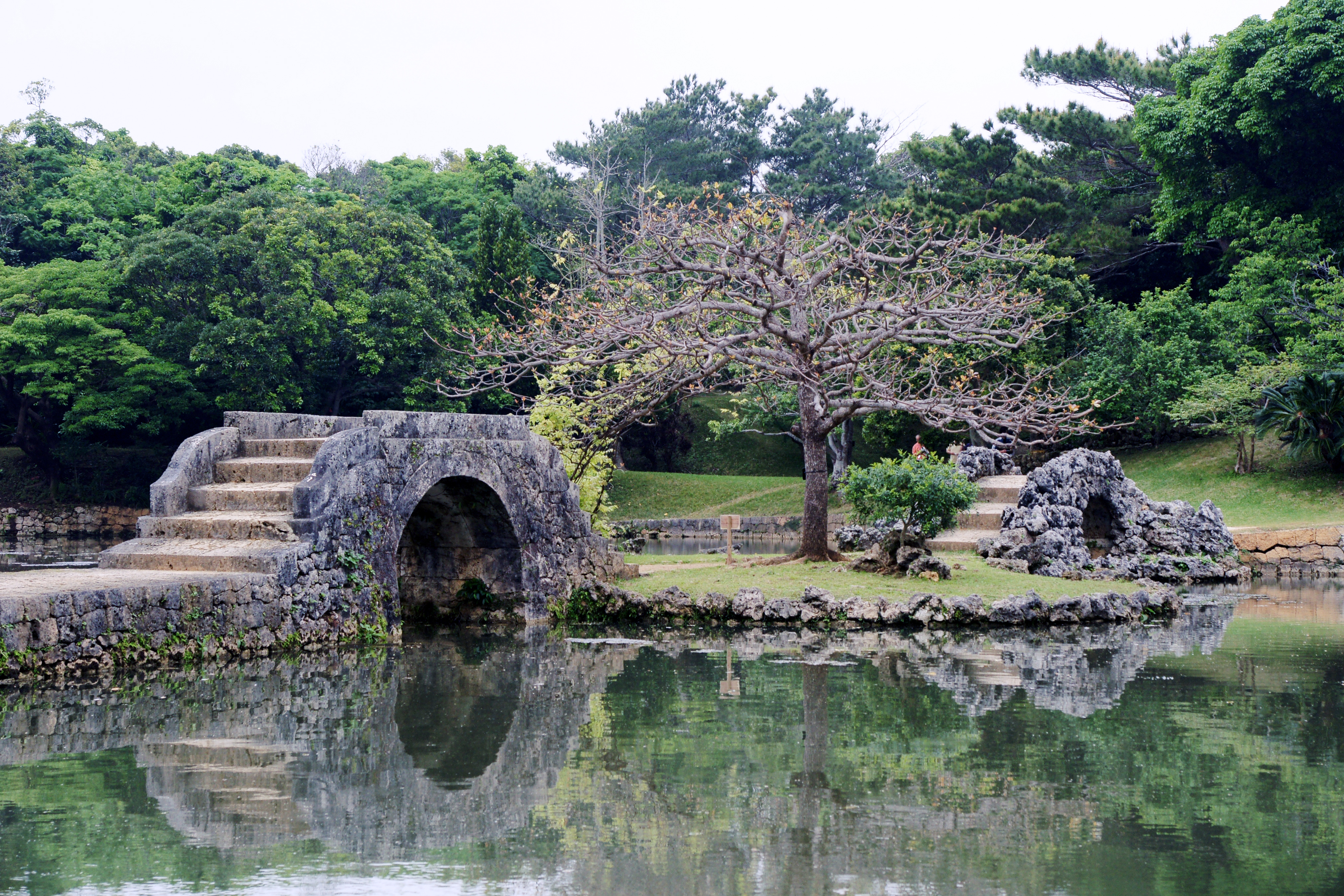
石拱橋
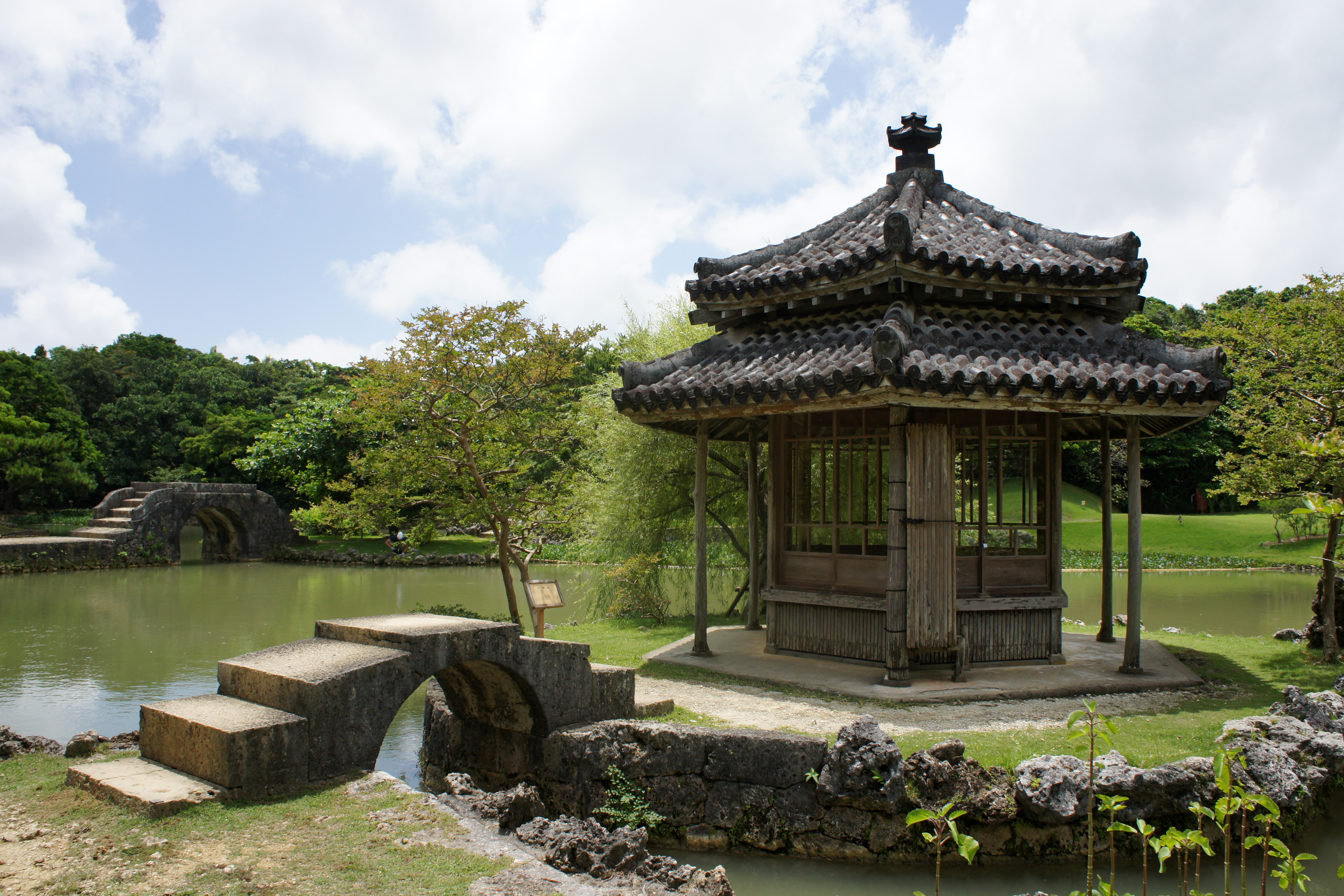
六角堂
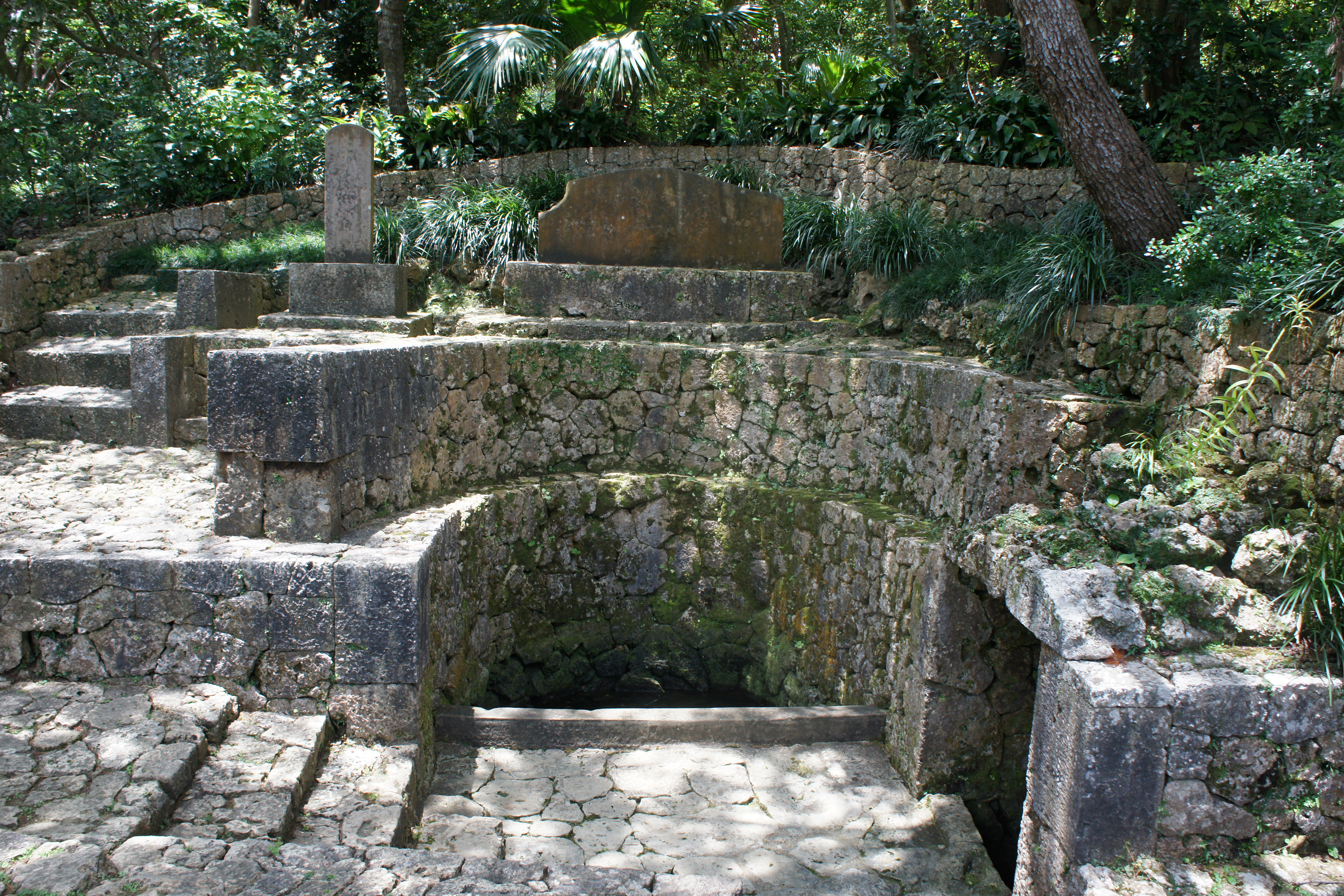
育德泉
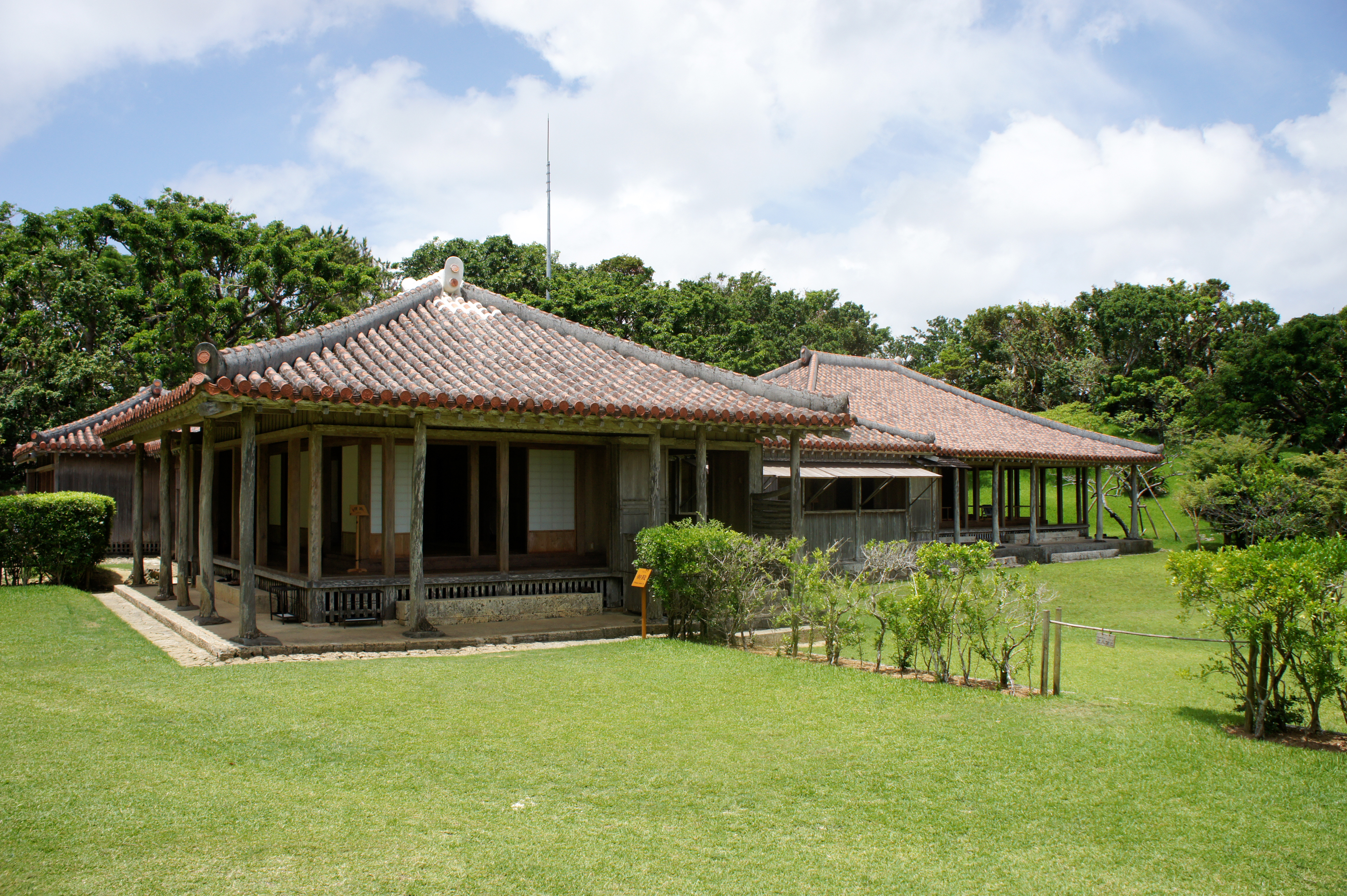
御殿外觀
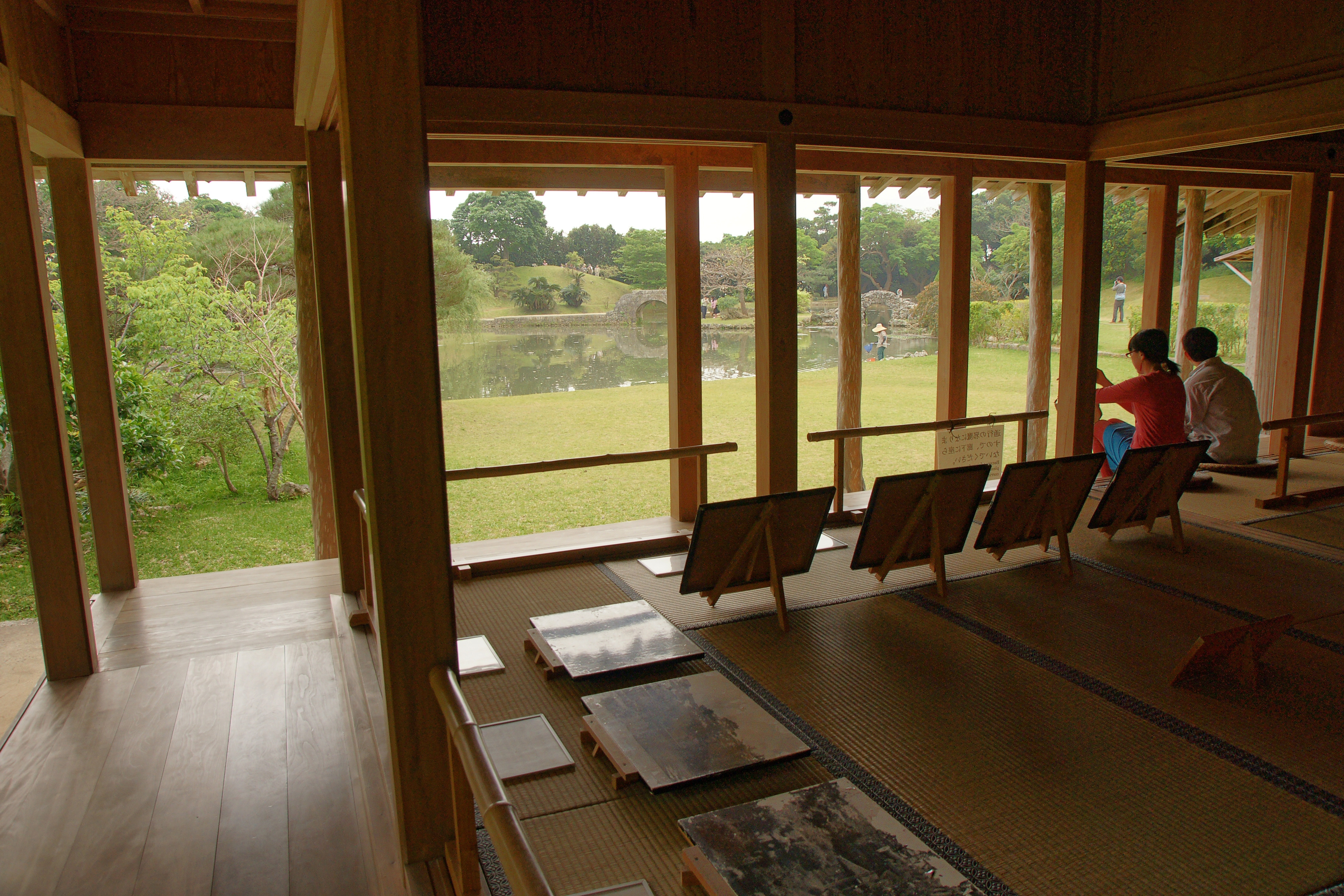
御殿內

正門位于园林西北方，為「屋門」樣式，古代只有上層社會人士的住宅可以採用，也是王族、使節和達官貴人專用的出入口。有一石疊路通往池塘，名為真珠道，本來連接首里城，但現時園外至首里城的路僅殘餘金城町的一段。通用門則是一般人用的出入口，也是現時開放給遊人進出識名園的入口。兩個入口之間築有一座民居形式的房子，稱為番屋，是守衛所住的地方。
园林西南方為勸耕台，代表琉球國王以農富國的政策。上面立著由尚育王的冊封使林鴻年於1838年（清道光十八年）所題的「勸耕台碑」。勸耕台處於園內最高點，上有一亭，稱為八角堂。於台上遠眺，不但可飽覽識名園全景，還看到廣闊的陸地，卻看不到大海，讓冊封使們時覺得琉球幅員廣大，有如大國。當池水滿溢時，滿溢的池水會在勸耕台附近形成一個小瀑布，冰涼的池水潺潺流下，正合在當地炎熱的氣候中消暑。
勸耕台東北方近處為船揚場，位於池塘西面，池濱緩緩傾斜，上有樹蔭。古代琉球王室成員欲泛舟池塘，就會在此出發。池中有兩個小島，較西面兩側各有一座帶有中國風格的石拱橋連接池邊，皆由琉球石灰岩築成，一座由切割過的石塊砌成，另一座所用的材料則是沒經過切割的原石。較東面的小島築有一中式建築物六角堂，以一道以琉球石灰岩砌成的小石橋連接岸邊。六角堂本為一歇山式建築，被毀後重建成現時所見的六角攢尖頂樣式，堂頂以中式黑瓦鋪砌而成。
池塘的水源自池西北方的育德泉，有兩個井口，上方有兩個碑，右邊是1800年（清嘉慶五年）由冊封尚溫王的正使趙文楷所留的「育德泉」，育德泉之名因此而來，左邊則是所立的「甘醴延齡碑」，泉周圍的石牆由琉球石灰岩砌成。泉水中長有一種瀕危的淡水紅藻（學名：Thorea gaudichaudii C. Agardh，是紅索藻屬的一種），是當地的天然紀念物。
御殿位於園北，是王室和使者留宿的地方，共15個房間。屋頂以赤瓦築成，一如當時其他上流階級的房屋。檐柱為原木，屋內的柱則切割成方形。另外也有一部分是採用支摘窗等民間住宅的樣式。周圍種著多種熱帶和溫帶植物，形成獨特的園林景觀。

## 其他
自1999年（平成11年）起，毎年11月3日文化日，園内都會舉行由黃槿花短歌會（花ゆうな短歌会）主辦、那霸市教育委員會合辦的識名園歌會，吸引短歌愛好者參與。

## 交通

### 巴士路線
- 新川營業所至三重城可乘搭以下路線巴士在識名園前下車[20]。
  - 2番 （識名開南線）　那霸巴士
  - 3番 （松川新都心線）　那霸巴士
  - 5番 （識名牧志線）　那霸巴士

- 單軌鐵路縣廳前車站東南側沖繩銀行總行前、國際通的沖繩三越、安里、大道轉乘以下路線至「識名園前」下車徒步約2分鐘[20]
  - 5番 （識名牧志線）　那霸巴士
- 單軌鐵路縣廳前車站東南徒步5分鐘至沖縄縣縣廳前，乘搭以下向開南方向巴士路線，在「識名園前」下車徒步約1分鐘[20]
  - 2番 （識名開南線）　　那霸巴士
  - 14番 (那霸巴士總站（旭橋）開出至繁多川開南線）　那霸巴士
- 泊高橋、那霸新都心（歌町一丁目）可乘搭以下向大道方向的巴士路線在「識名園前」下車徒步約1分鐘
  - 3番 （松川新都心線）　那霸巴士

## 外部連結
- 識名園